# TV6 (阿爾及利亞電視頻道)
TV6（阿拉伯语：‎；阿尔及利亚第六个公共国家电视频道，也称为“青年频道”）。它是 国有 EPTV 集团的一部分，其他还有 TV1、TV2、TV3、TV4、TV5、TV7、TV8和TV9。这是一个阿拉伯语频道，面向年轻人。

## 歷史
TV6于2020年3月26日作为综艺频道推出。 2021年7月31日，改制为专注于青少年娱乐节目的青少年频道。

## 外部連結
- 官方网站 （阿拉伯語）
- TV6的Facebook專頁